# Ustékinumab
L'ustékinumab est un anticorps monoclonal dirigé contre les interleukines 12 et 23 (par l'intermédiaire d'une sous-unité commune), développé comme médicament.

## Efficacité
Avec une injection sous-cutanée tous les trois mois, il est efficace dans le traitement des psoriasis modérés à sévères, même si un rythme d'injection plus élevé est parfois nécessaire. L'efficacité semble supérieure à l'étanercept dans ces indications. Il permet également une amélioration de l'arthrite psoriasique.
Il est testé dans la maladie de Crohn réfractaire aux inhibiteurs du TNF alpha avec des résultats prometteurs,. Il permet également une nette amélioration en cas de déficit d'adhésion leucocytaire de type 1. Dans la rectocolite hémorragique, il permet d'avoir plus de rémission par rapport au placebo.
Dans le lupus érythémateux disséminé, il en diminue les symptômes et améliore les paramètres biologiques.
Son utilisation prolongée est bien tolérée, sans complication majeure.

## Situation administrative
Il est commercialisé en France sous le nom de spécialité de STELARA par le laboratoire Janssen CILAG. Il est présenté sous deux dosage 45 mg et 90 mg soit en ampoule injectable soit en seringue remplie. En France la prescription et le renouvellement sont réservés aux spécialistes en rhumatologie et en médecine interne. Il est remboursé par l'assurance-maladie de la sécurité sociale à 65 % , son prix de vente en officine est de 2608 € TTC au 11/07/2016. Il est néanmoins possible de demander une prise en charge particulière au titre des médicaments d'exception.